# Marian Polewczak
Marian Polewczak, ps. „Pniak” (ur. 6 lipca 1910 w Zawierciu, zm. 2 listopada 1998 w Warszawie) – polski polityk, przewodniczący Prezydium Miejskiej Rady Narodowej w Zawierciu w 1958 roku.

## Biografia
Syn Mikołaja i Józefy. Z zawodu był ślusarzem. W latach 1930–1931 był członkiem Komunistycznego Związku Młodzieży Polski. W grudniu 1931 roku za działalność komunistyczną został aresztowany i skazany na dwa lata pozbawienia wolności. W latach 1934–1936 należał do Komunistycznej Partii Polski.
23 lipca 1945 roku wstąpił do Polskiej Partii Robotniczej. Zajmował tam stanowisko II sekretarza Komitetu Miejskiego w Zawierciu. W ramach pełnionej funkcji m.in. referendum ludowym był przewodniczącym trójki wyborczej Komitetu Miejskiego oraz uczestniczył w masówkach. Na przełomie 1947 i 1948 roku został sekretarzem Prezydium Miejskiej Rady Narodowej w Zawierciu. Następnie pracował jako inspektor Departamentu Kadr w Ministerstwie Przemysłu Ciężkiego. 10 lutego 1958 roku został wybrany jako przewodniczący Prezydium Miejskiej Rady Narodowej w Zawierciu; funkcję tę pełnił do lipca tego samego roku. Był ponadto m.in. członkiem Komitetów Zakładowych Polskiej Zjednoczonej Partii Robotniczej Wytwórni Sprzętu Komunikacyjnego "PZL-Rzeszów" oraz Huty Warszawa.